# Épreuve individuelle de luge masculine aux Jeux olympiques d'hiver de 2010
L’épreuve de luge monoplace masculine, épreuve de luge des Jeux olympiques d'hiver de 2010, a lieu du 13 février 2010 au 14 février 2010 au Centre des sports de glisse de Whistler de Whistler. L'épreuve se dispute en quatre manches - deux par jour. L'épreuve est précédée par un accident mortel du lugeur géorgien Nodar Kumaritashvili lors d'une session d'entraînement un jour avant sur la piste qui amène des modifications de la piste avant l'épreuve olympique. L'évènement débute le lendemain de la cérémonie d'ouverture des Jeux olympiques de 2010.
L'épreuve voit un doublé allemand, le champion olympique est Felix Loch, double champion du monde 2008 et 2009, devance son compatriote David Möller, champion du monde 2007. La troisième place est occupée par le tenant du titre olympique (2002 et 2006) l'Italien Armin Zöggeler qui décroche sa cinquième médaille d'affilée dans cette épreuve.

## Classement final
| Rang | Lugeur                   | Course 1                | Course 2                | Course 3                | Course 4                | Total                   | Écart                   |
| ---- | ------------------------ | ----------------------- | ----------------------- | ----------------------- | ----------------------- | ----------------------- | ----------------------- |
|      | Felix Loch (GER)         | 7 s 016 48 s 168        | 7 s 060 48 s 402        | 6 s 983 48 s 344        | 7 s 000 48 s 171        | 3 min 13 s 085          |                         |
|      | David Möller (GER)       | 7 s 043 48 s 341        | 7 s 055 48 s 511        | 7 s 016 48 s 582        | 6 s 999 48 s 330        | 3 min 13 s 764          | + 0 s 679               |
|      | Armin Zöggeler (ITA)     | 7 s 099 48 s 473        | 7 s 092 48 s 529        | 7 s 078 48 s 914        | 7 s 079 48 s 459        | 3 min 13 s 375          | + 1 s 290               |
| 4    | Albert Demtschenko (RUS) | 7 s 178 48 s 590        | 7 s 144 48 s 579        | 7 s 098 48 s 769        | 7 s 085 48 s 467        | 3 min 13 s 405          | + 1 s 320               |
| 5    | Andi Langenhan (GER)     | 7 s 062 48 s 629        | 7 s 027 48 s 658        | 6 s 995 48 s 869        | 6 s 985 48 s 473        | 3 min 14 s 629          | + 1 s 544               |
| 6    | Daniel Pfister (AUT)     | 7 s 111 48 s 583        | 7 s 118 48 s 707        | 7 s 087 48 s 883        | 7 s 076 48 s 553        | 3 min 14 s 726          | + 1 s 641               |
| 7    | Samuel Edney (CAN)       | 7 s 171 48 s 754        | 7 s 088 48 s 793        | 7 s 047 48 s 920        | 7 s 031 48 s 373        | 3 min 14 s 840          | + 1 s 755               |
| 8    | Tony Benshoof (USA)      | 7 s 143 48 s 657        | 7 s 146 48 s 747        | 7 s 107 48 s 010        | 7 s 099 48 s 714        | 3 min 15 s 128          | + 2 s 043               |
| 9    | Wolfgang Knidl (AUT)     | 7 s 150 48 s 707        | 7 s 151 48 s 755        | 7 s 124 49 s 080        | 7 s 123 48 s 673        | 3 min 15 s 215          | + 2 s 130               |
| 10   | Manuel Pfister (AUT)     | 7 s 184 48 s 677        | 7 s 194 48 s 835        | 7 s 159 49 s 064        | 7 s 122 48 s 693        | 3 min 15 s 269          | + 2 s 184               |
| 11   | Martins Rubenis (LAT)    | 7 s 194 48 s 818        | 7 s 172 48 s 831        | 7 s 145 49 s 210        | 7 s 133 48 s 809        | 3 min 15 s 668          | + 2 s 583               |
| 12   | Viktor Kneib (RUS)       | 7 s 170 48 s 899        | 7 s 139 48 s 862        | 7 s 097 49 s 224        | 7 s 085 48 s 747        | 3 min 15 s 732          | + 2 s 647               |
| 13   | Chris Mazdzer (AUT)      | 7 s 128 48 s 811        | 7 s 161 48 s 963        | 7 s 112 49 s 223        | 7 s 078 48 s 816        | 3 min 15 s 813          | + 2 s 728               |
| 14   | Jeff Christie (CAN)      | 7 s 128 48 s 881        | 7 s 155 48 s 904        | 7 s 109 49 s 308        | 7 s 088 48 s 730        | 3 min 15 s 823          | + 2 s 738               |
| 15   | Bengt Walden (USA)       | 7 s 164 49 s 002        | 7 s 137 48 s 865        | 7 s 118 49 s 323        | 7 s 125 48 s 794        | 3 min 15 s 984          | + 2 s 899               |
| 16   | Adam Rosen (GBR)         | 7 s 191 48 s 896        | 7 s 214 49 s 005        | 7 s 119 49 s 259        | 7 s 133 48 s 856        | 3 min 16 s 016          | + 2 s 931               |
| 17   | David Mair (ITA)         | 7 s 148 48 s 978        | 7 s 150 48 s 989        | 7 s 105 49 s 387        | 7 s 119 48 s 845        | 3 min 16 s 199          | + 3 s 114               |
| 18   | Inars Kivlenieks (LAT)   | 7 s 120 48 s 960        | 7 s 090 49 s 065        | 7 s 113 49 s 259        | 7 s 062 48 s 920        | 3 min 16 s 204          | + 3 s 119               |
| 19   | Stepan Fedorov (RUS)     | 7 s 233 48 s 214        | 7 s 138 48 s 859        | 7 s 091 49 s 123        | 7 s 098 49 s 021        | 3 min 16 s 217          | + 3 s 132               |
| 20   | Ian Cockerline (CAN)     | 7 s 180 49 s 033        | 7 s 185 49 s 132        | 7 s 135 49 s 297        | 7 s 100 48 s 781        | 3 min 16 s 243          | + 3 s 158               |
| 21   | Reinhold Rainer (ITA)    | 7 s 260 48 s 846        | 7 s 306 49 s 065        | 7 s 258 49 s 416        | 7 s 256 49 s 007        | 3 min 16 s 334          | + 3 s 249               |
| 22   | Thomas Girod (FRA)       | 7 s 186 49 s 077        | 7 s 210 49 s 192        | 7 s 150 49 s 424        | 7 s 136 49 s 157        | 3 min 16 s 850          | + 3 s 765               |
| 23   | Maciej Kurowski (POL)    | 7 s 349 49 s 427        | 7 s 182 49 s 200        | 7 s 173 49 s 361        | 7 s 162 49 s 039        | 3 min 17 s 027          | + 3 s 942               |
| 24   | Jozef Ninis (SVK)        | 7 s 233 49 s 196        | 7 s 210 49 s 153        | 7 s 165 49 s 643        | 7 s 156 49 s 122        | 3 min 17 s 114          | + 4 s 029               |
| 25   | Ondrej Hyman (CZE)       | 7 s 152 49 s 284        | 7 s 128 49 s 346        | 7 s 103 49 s 512        | 7 s 092 49 s 247        | 3 min 17 s 389          | + 4 s 304               |
| 26   | Guntis Rekis (SVK)       | 7 s 222 49 s 275        | 7 s 195 49 s 625        | 7 s 146 49 s 476        | 7 s 171 49 s 071        | 3 min 17 s 447          | + 4 s 362               |
| 27   | Domen Pociecha (SLO)     | 7 s 299 49 s 340        | 7 s 291 49 s 457        | 7 s 285 49 s 587        | 7 s 262 49 s 362        | 3 min 17 s 746          | + 4 s 661               |
| 28   | Jakub Hyman (CZE)        | 7 s 226 49 s 379        | 7 s 235 49 s 726        | 7 s 202 49 s 465        | 7 s 186 49 s 231        | 3 min 17 s 801          | + 4 s 716               |
| 29   | Shiva Keshavan (IND)     | 7 s 303 49 s 561        | 7 s 311 49 s 529        | 7 s 265 49 s 597        | 7 s 253 49 s 786        | 3 min 18 s 473          | + 5 s 388               |
| 30   | Takahisa Oguchi (JPN)    | 7 s 366 49 s 542        | 7 s 287 49 s 780        | 7 s 269 49 s 818        | 7 s 254 49 s 903        | 3 min 19 s 043          | + 5 s 958               |
| 31   | Valentin Cretu (ROU)     | 7 s 299 49 s 726        | 7 s 276 50 s 224        | 7 s 260 49 s 931        | 7 s 281 49 s 594        | 3 min 19 s 475          | + 6 s 390               |
| 32   | Stefan Höhener (SUI)     | 7 s 143 49 s 728        | 7 s 172 53 s 838        | 7 s 142 49 s 559        | 7 s 092 48 s 713        | 3 min 20 s 838          | + 7 s 753               |
| 33   | Bogdan Macovei (ROU)     | 7 s 373 50 s 425        | 7 s 362 50 s 175        | 7 s 339 50 s 423        | 7 s 386 50 s 331        | 3 min 21 s 354          | + 8 s 269               |
| 34   | Chih-Hung Ma (TPE)       | 7 s 442 50 s 318        | 7 s 410 50 s 460        | 7 s 474 51 s 090        | 7 s 451 50 s 494        | 3 min 22 s 362          | + 9 s 277               |
| 35   | Peter Iliev (BUL)        | 7 s 338 50 s 348        | 7 s 272 50 s 701        | 7 s 250 50 s 921        | 7 s 351 50 s 428        | 3 min 22 s 398          | + 9 s 313               |
| 36   | Yong Lee (KOR)           | 7 s 430 50 s 549        | 7 s 386 50 s 607        | 7 s 397 51 s 012        | 7 s 358 51 s 128        | 3 min 23 s 296          | + 10 s 211              |
| 37   | Ivan Papukchiev (BUL)    | 7 s 527 50 s 932        | 7 s 428 50 s 909        | 7 s 343 51 s 105        | 7 s 323 50 s 386        | 3 min 23 s 332          | + 10 s 247              |
| 38   | Ruben Gonzalez (ARG)     | 7 s 567 52 s 540        | 7 s 549 52 s 155        | 7 s 601 52 s 298        | 7 s 501 51 s 312        | 3 min 28 s 305          | + 15 s 220              |
|      | Levan Gureshidze (GEO)   | Ne prend pas le départ. | Ne prend pas le départ. | Ne prend pas le départ. | Ne prend pas le départ. | Ne prend pas le départ. | Ne prend pas le départ. |

### Abandon
L'épreuve ne compte qu'un seul abandon, celle du Géorgien Levan Gureshidze qui a préféré ne pas prendre le départ après le décès de son compatriote Nodar Kumaritashvili lors des sessions d'entraînements.

## Liste des engagés
| Sommaire |
| --- |
| Allemagne • Argentine • Autriche • Bulgarie • Canada • Corée du Sud • États-Unis • France • Géorgie • Inde • Italie • Japon • Lettonie • Moldavie • Pologne • République tchèque • Roumanie • Royaume-Uni • Russie • Slovaquie • Slovénie • Suisse • Taïwan |

| Allemagne                                                 | Autriche                                                        | Canada                                                           | États-Unis                                               |
| - 3. Felix Loch - 6. David Möller - 12. Andi Langenhan    | - 7. Daniel Pfister - 9. Wolfgang Kindl - 21. Manuel Pfister    | - 17. Samuel Edney - 19. Jeff Christie - 24. Ian Cockerline      | - 1. Chris Mazdzer - 5. Tony Benshoof - 13. Bengt Walden |
| Italie                                                    | Lettonie                                                        | Russie                                                           | Bulgarie                                                 |
| - 4. Reinhold Rainer - 8. Armin Zöggeler - 11. David Mair | - 20. Martins Rubenis - 35. Inars Kivlenieks - 36. Guntis Rekis | - 10. Albert Demtschenko - 15. Viktor Kneib - 18. Stepan Fedorov | - 25. Peter Iliev - 28. Ivan Papukchiev                  |
| République tchèque                                        | Argentine                                                       | Corée du Sud                                                     | France                                                   |
| - 27. Jakub Hyman - 33. Ondrej Hyman                      | - 39. Ruben Gonzalez                                            | - 26. Yong Lee                                                   | - 23. Thomas Girod                                       |
| Géorgie                                                   | Inde                                                            | Japon                                                            | Moldavie                                                 |
| - 38. Levan Gureshidze                                    | - 37. Shiva Keshavan                                            | - 16. Takahisa Oguchi                                            | - 32. Bogdan Macovei                                     |
| Pologne                                                   | Roumanie                                                        | Royaume-Uni                                                      | Slovaquie                                                |
| - 30. Maciej Kurowski                                     | - 37. Valentin Cretu                                            | - 22. Adam Rosen                                                 | - 14. Jozef Ninis                                        |
| Slovénie                                                  | Suisse                                                          | Taïwan                                                           |                                                          |
| - 29. Domen Pociecha                                      | - 2. Stefan Höhener                                             | - 31. Chic-Hung Ma                                               |                                                          |